# Gösta Wälivaara

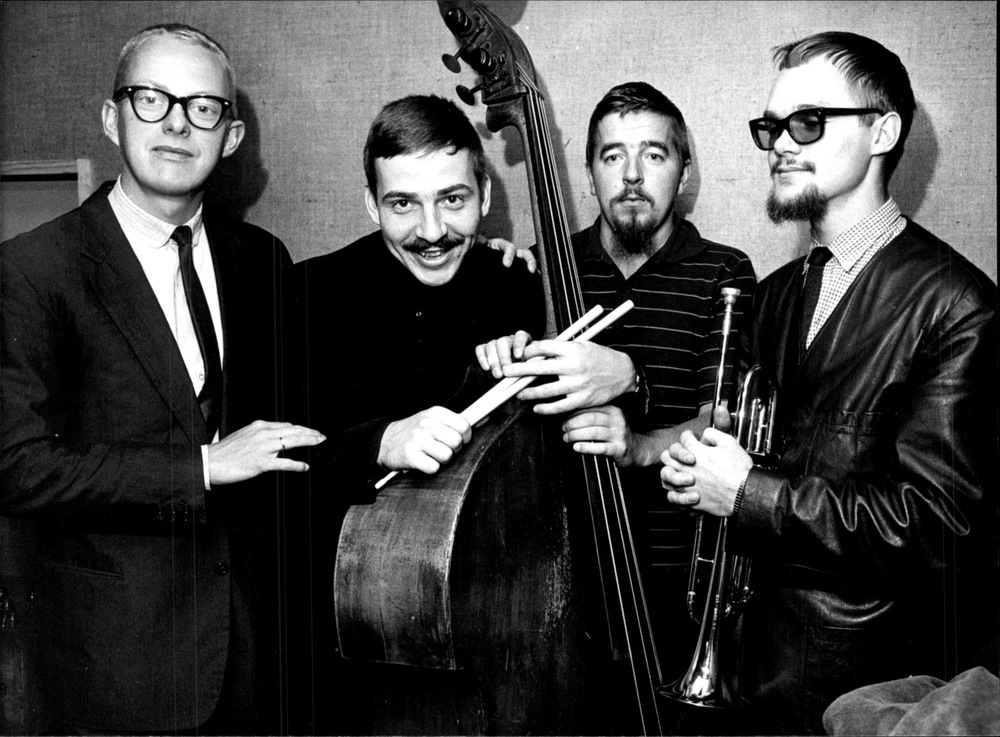
Bengt Ernryds kvartett 1964.
Från vänster: Jan Wallgren (piano), Janne Carlsson (trummor), Gösta Wälivaara (bas) och Bengt Ernryd (trumpet).

Karl Gösta Wälivaara, född 6 juni 1940 i Gällivare, är en svensk skådespelare, manusförfattare, kompositör och jazzmusiker (basist).
Wälivaara bildade ett radarpar med Janne "Loffe" Carlsson. De spelade bland annat i reklamfilmer för Volkswagen och Citroën på 1970-talet.

## Filmografi

### Roller (urval)
- 1970 – Lyckliga skitar
- 1971 – 47:an Löken
- 1973 – Träben och emaljöga (efter Fritiof Nilsson Piratens berättelse "Dichtung und Wahrheit")
- 1974 – Världens bästa Karlsson
- 1979 – I väntan på doktor Forsman (TV-serie)
- 1985 – Smugglarkungen
- 1985 – Svindlande affärer
- 1991 – "Harry Lund" lägger näsan i blöt!

### Musik
- 1969 – Miss and Mrs. Sweden
- 1970 – Lyckliga skitar
- 1973 – Om 7 flickor

### Manus
- 1985 – Svindlande affärer

## Musiker
Wälivaara har genom åren som jazzmusiker samarbetat med bland andra Bengt Ernryd, Lasse Werner, Tommy Koverhult och Janne "Loffe" Carlsson.